# في نهاية النفق
في نهاية النفق (بالإسبانية: Al final del túnel)‏ هو فيلم جريمة إثارة إسباني - أرجنتيني من تأليف وإخراج رودريغو غراندي  ومن بطولة ليوناردو سباراغليا، بابلو إيتشاري وكلارا لاجو، صدر الفيلم لأول مرة في الأرجنتين في 21 أبريل 2016.

## روابط خارجية
- في نهاية النفق على موقع IMDb (الإنجليزية)
- في نهاية النفق على موقع روتن توميتوز (الإنجليزية)
- في نهاية النفق على موقع ألو سيني (الفرنسية)
- في نهاية النفق على موقع فيلمافينيتي (الإسبانية)
- في نهاية النفق على موقع قاعدة بيانات الفيلم (الإنجليزية)
- في نهاية النفق على موقع ليتربوكسد (الإنجليزية)
- في نهاية النفق على موقع كينوبويسك (الروسية)